# Unk
Anthony Leonard Platt (28. listopadu 1981 Atlanta – 24. ledna 2025), známý pod uměleckým jménem Unk, byl americký diskžokej, rapper a hip hopový umělec. Nejvíce se proslavil díky svému hitu „Walk It Out“ z roku 2006.

## Kariéra
Desky začal nahrávat v roce 1998, kdy se seznámil s DJ Jellym a DJ Montayem. Připojil se k jejich skupině Southern Style DJs. Vystupovali na středoškolských večírcích, maturitních plesech, shromážděních a dalších akcích po celém státě Georgia.
V roce 2006 vydal album Beat'n Down Yo Block! v čele se singlem „Walk It Out“, který se dostal do první desítky žebříčku Billboard Hot 100. V roce 2008 vydal album 2econd Season podpořené singlem „Show Out“, které zaznamenalo průměrné reakce.
V roce 2009 kvůli zdravotním problémům výrazně omezil hudební aktivitu. Mimo jiné prodělal infarkt.
V roce 2013 vydal singl „Have A Toast“, po kterém následoval singl „Wait“. Objížděl turné po univerzitách. Některé jeho skladby se objevily ve hře NBA 2K9 od studia 2K Games.

## Smrt
Ve čtvrtek 24. ledna 2025 jeho manželka na sociálních sítích potvrdila jeho úmrtí. Bylo mu 43 let. Příčina smrti nebyla zveřejněna.

## Diskografie

#### Studiová alba
- Beat'n Down Yo Block! (2006)
- 2econd Season (2008)

#### Mixtapy
- Itsago The Mixtape Vol.1 (2009)
- Smoke On (2009)
- ATL Off Da Chain (2009)